# 1699
| 1699               |
| ------------------ |
| Dødsfald - Fødsler |
| • Begivenheder     |

| Gregoriansk kalender | 1699 MDCXCIX            |
| Ab urbe condita      | 2452                    |
| Armensk kalender     | 1148 ԹՎ ՌՃԽԸ            |
| Kinesiske kalender   | 4395 – 4396 戊寅 – 己卯 |
| Etiopisk kalender    | 1691 – 1692             |
| Jødisk kalender      | 5459 – 5460             |
| Hindukalendere       |                         |
| - Vikram Samvat      | 1754 – 1755             |
| - Shaka Samvat       | 1621 – 1622             |
| - Kali Yuga          | 4800 – 4801             |
| Iransk kalender      | 1077 – 1078             |
| Islamisk kalender    | 1111 – 1112             |

Konge i Danmark: Christian 5. 1670-1699 – Frederik 4. 1699-1730
Se også 1699 (tal)

## Begivenheder
- 25. august – Frederik 4.'s tronbestigelse
- 28. november - en kongelig forordning bekendtgør, at Danmark den 18. februar 1700 skal indføre den gregorianske kalender
- Thomas Kingos salmebog udkommer.

## Født
- 30. november – Christian 6., konge af Danmark og Norge fra 1730-1746.

## Dødsfald
- 25. august -Christian 5., dansk konge (født 1646).
- Peder Schumacher Griffenfeld